# Dactyloptena peterseni
Dactyloptena peterseni är en fiskart som först beskrevs av Nyström, 1887.  Dactyloptena peterseni ingår i släktet Dactyloptena och familjen Dactylopteridae. Inga underarter finns listade i Catalogue of Life.